# Gabriel P. Disosway

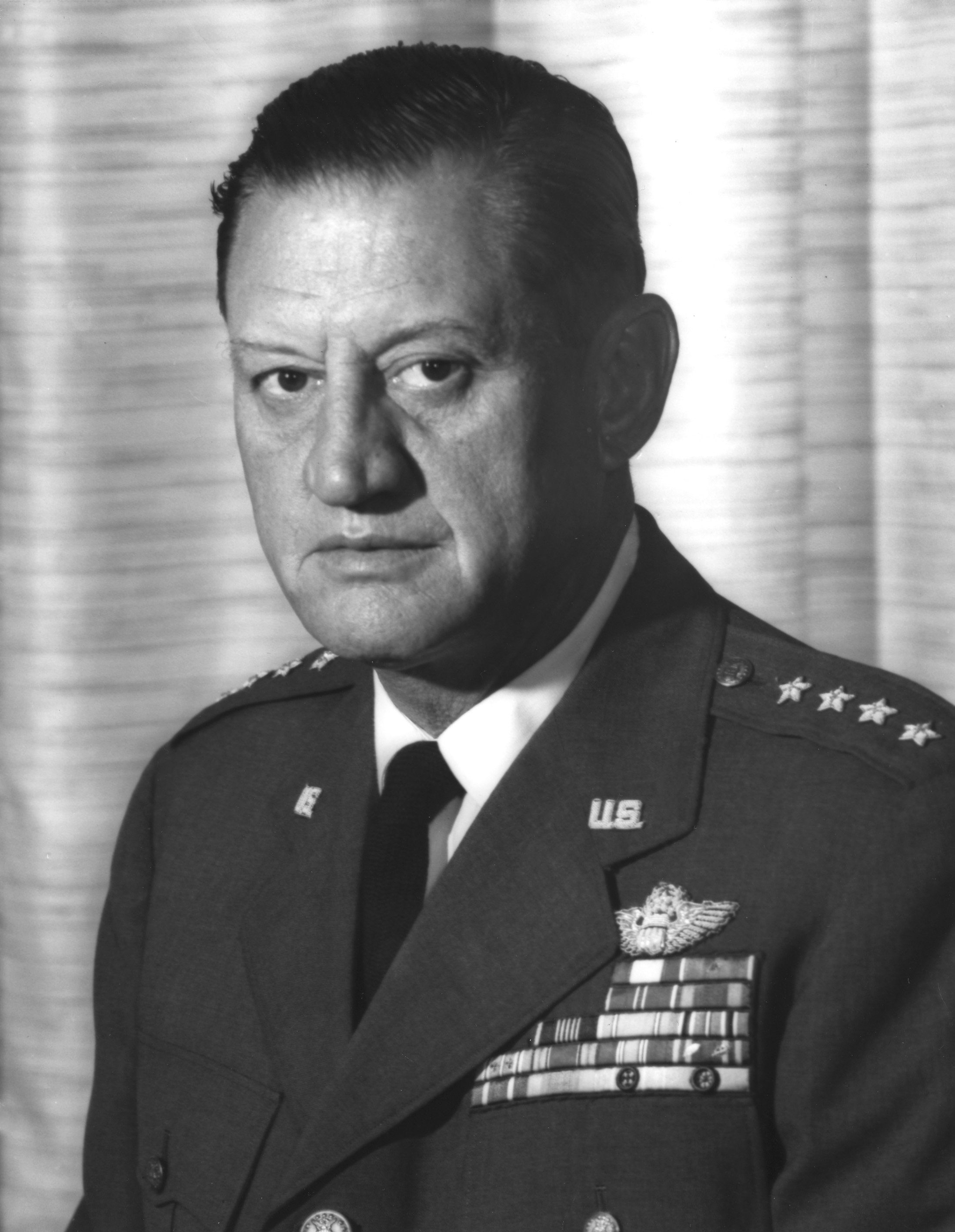
Gabriel P. Disosway

Gabriel Poillon Disosway (* 11. Juni 1910 in Pomona, Los Angeles County, Kalifornien; † 23. Februar 2001 in Shreveport, Caddo Parish, Louisiana) war ein General der United States Air Force. Er war unter anderem Kommandeur der United States Air Forces in Europe.
Er war ein Sohn von Wilbur Fotheringham Disosway (1878–1932) und dessen Frau Elizabeth Forrest (1885–1938). Die Familie Disosway zog in seiner Jugend nach Wichita Falls in Texas. Dort besuchte Gabriel die öffentlichen Schulen einschließlich der High School. Anschließend war er für kurze Zeit Student an der University of Oklahoma.
In den Jahren 1929 bis 1933 durchlief er die United States Military Academy in West Point. Nach seiner Graduation wurde er als Leutnant der Feldartillerie zugeteilt. In der Armee bzw. ab 1947 der Air Force durchlief er anschließend alle Offiziersränge vom Leutnant bis zum Vier-Sterne-General.
Im Lauf seiner militärischen Karriere absolvierte Gabriel Disosway verschiedene Kurse und Schulungen. Dazu gehörten unter anderem die Primary Flying School, die Advanced Flying School und das Air Force War College.
Kurz nach seiner Graduation an der Militärakademie in West Point entschied sich Disosway für eine Laufbahn bei den Luftstreitkräften. Daher wechselte er nach Absolvierung der erwähnten Flugschulen, an denen er unter anderem zum Piloten ausgebildet wurde, im Jahr 1935 von der Feldartillerie zum United States Army Air Corps aus dem im Jahr 1941 die United States Army Air Forces hervorgingen. In den folgenden Jahren war er an verschiedenen Standorten in den Vereinigten Staaten stationiert. Dabei war er auch als Flugausbilder tätig.
Während des Zweiten Weltkriegs war er zumeist in den Vereinigten Staaten bzw. am Panamakanal stationiert. Anfang 1943 kommandierte er einen Flugplatz in Texas der später den Namen Bryan Air Force Base erhielt. Es folgte eine Versetzung nach Panama, wo er bis zum September 1944 verblieb. Dort kommandierte er zunächst die 37th Fighter Group. Später war er Luftinspekteur (Air inspector) und stellvertretender Kommandeur des übergeordneten XXVII Fighter Commands. Damals wurden in Panama Lufteinheiten des Brasilianischen Expeditionskorps in Europa ausgebildet und auf ihren Überseeeinsatz vorbereitet.
Nach dem Ende seiner Mission in Panama wurde Gabriel Disosway im September 1944 in den Bundesstaat Washington versetzt, wo er das Kommando über die Ephrata Army Air Base erhielt. Ab Januar 1945 war er dann auf dem asiatischen Kriegsschauplatz eingesetzt. Er war zunächst in China Stabsoffizier beim 312. Kampfgeschwader (312th Fighter Wing). Später kommandierte er die 311th Fighter Group und dann das 312. Kampfgeschwader, in dem er einige Zeit davor Stabsoffizier gewesen war. Seit August 1945 war Disosway Verbindungsoffizier zwischen den in China eingesetzten Lufteinheiten der Armee und den ebenfalls in dieser Region eingesetzten Einheiten des United States Marine Corps.
Nach seiner Rückkehr in die Vereinigten Staaten im Jahr 1946 war er zunächst Stabsoffizier beim Kommandeur des Flugplatzes Barksdale Field. Im Jahr 1947 wurde Gabriel Disosway in die neugegründete United States Air Force übernommen, wo er im Jahr 1948 das Air War College absolvierte. Anschließend war er zwischen Juni 1948 und September 1952 in unterschiedlichen Positionen Stabsoffizier im Hauptquartier der Air Force. Es folgte eine Versetzung nach Waco in Texas. Dort befehligte er in den Jahren 1952 bis 1957 eine Einheit des Air Training Commands.
Daran schloss sich eine Versetzung nach Deutschland an, wo Disosway das Kommando über die 12. Luftflotte erhielt, das er zwischen Juli 1957 und Januar 1958 innehatte. In der Folge blieb er in Deutschland, wo er stellvertretender Kommandeur der damals in Wiesbaden stationierten United States Air Forces in Europe wurde. Diese Funktion bekleidete er zwischen Januar 1958 und November 1959. Es folgte eine Versetzung zur Ramstein Air Base, wo er zwischen November 1959 und Juni 1960 die 17. Luftflotte (17. Air Force) kommandierte.
Anschließend war Gabriel Disosway Stabsoffizier im Verteidigungsministerium der Vereinigten Staaten und als Vertreter der Luftwaffe Mitglied einer Studienkommission zur Weiterentwicklung von Waffensystem (Member, Military Studies and Liaison Division, Weapons Systems Evaluation Group, Office of the Secretary of Defense). Zwischen Juli 1961 und November 1962 war er stellvertretender Kommandeur (Vice Commander) des Tactical Air Commands.
Nach dieser Aufgabe wurde er Leiter der Stabsabteilung für Operationen im Hauptquartier der Air Force. Diese Aufgabe nahm er zwischen November 1962 und Februar 1963 wahr. Danach leitete er bis zum Juli 1963 die Abteilung für Planungen und Bedarf im Air Force Hauptquartier (chief of staff, programs and requirements).
Daran schloss sich eine erneute Versetzung nach Wiesbaden an, wo er am 1. August 1963 als Nachfolger von Truman H. Landon das Kommando über die United States Air Forces in Europe erhielt. Dieses Amt hatte er bis zum 1. August 1965 inne als er sein Kommando an Bruce K. Holloway übergab. Anschließend übernahm Gabriel Disosway das Kommando über das auch am Vietnamkrieg beteiligte Tactical Air Command, das er bis zu seiner Pensionierung im Jahr 1968 innehatte.
Gabriel Disosway starb am 23. Februar 2001. Er wurde zunächst auf dem Forest Park Cemetery in Shreveport in Louisiana beigesetzt. Dann wurde sein Grab auf den amerikanischen Nationalfriedhof Arlington verlegt. Nach einer weiteren Umbettung fand er schließlich auf dem Friedhof der United States Air Force Academy in Colorado Springs seine letzte Ruhestätte.

## Orden und Auszeichnungen
Gabriel Disosway erhielt im Lauf seiner militärischen Laufbahn im Heer und bei der Luftwaffe unter anderem folgende Auszeichnungen:
- Air Force Distinguished Service Medal
- Legion of Merit
- Bronze Star Medal
- Air Medal
- Army Commendation Medal
- American Defense Service Medal
- American Campaign Medal
- Asiatic-Pacific Campaign Medal
- World War II Victory Medal
- National Defense Service Medal